# Marcin Kuczewski
Marcin Kuczewski (ur. 30 maja 1981 w Olsztynie) – polski pianista, kompozytor, aranżer i producent muzyczny.

## Życiorys
Studiował w Akademii Muzycznej w Warszawie.
Zadebiutował w 2009, tworząc muzykę do filmu Kingi Dębskiej Hel. Również w 2009 wziął udział w przesłuchaniach do programu Polsat Must Be the Music. Tylko muzyka, występując jako duet MashMish wraz z Małgorzatą Bernatowicz. Dotarli do finału programu. W 2012 nakładem Universal Music Polska wydali debiutancki album studyjny, również zatytułowany MashMish, wyprodukowany przez Kuczewskiego i zawierający piosenki ze stworzonym przez niego melodiami. Piosenki z albumu znalazły się na ścieżce dźwiękowej seriali, takich jak Prawo Agaty, W rytmie serca czy Na dobre i na złe. Od 2013 Kuczewski był głównym kompozytorem muzyki instrumentalnej do Na dobre i na złe (do ponad 200 odcinków serii). Przygotował również orkiestrację z aranżacjami do projektu "Kolędy Polskie" w 2013 i 2014 roku.
Skomponował muzykę do filmów dokumentalnych Żegnaj DDR. Przez Warszawę ku wolności (2009) i Ala z elementarza (2010) oraz do fabularnego filmu krótkometrażowego Iwony Bieleckiej Cisza (2016), za którą otrzymał nagrodę na Wrocław 48 Hour Film Project. Stworzył muzykę do musicali wystawianych w Teatrze Rampa (m.in. musicale Obcy, W cieniu, Oliver Twist) i Mazowieckim Teatrze Muzycznym im. J. Kiepury (Awantura w mollDurze). 
W 2016 otrzymał trzecią nagrodę w międzynarodowym konkursie dla kompozytorów muzyki filmowej Transatlantyk Film Music Competition. Jako producent muzyczny i kompozytor współpracował z artystami, takimi jak LemOn, Arek Kłusowski, Natalia Lesz, Magda Steczkowska, Brathanki, Ralph Kaminski czy United States of Emotion. Napisał muzykę do utworu „Faces”, z którym Małgorzata Bernatowicz zajęła trzecie miejsce w finale Krajowych Eliminacji do Konkursu Piosenki Eurowizji 2017.
Był kierownikiem muzycznym 10. edycji programu Polsatu Must Be the Music. Tylko muzyka oraz Super Kid Poland. 
Jest autorem muzyki do kilkudziesięciu filmów animowanych, w tym do nagradzanego na festiwalach filmowych filmu ROK w reż. Małgorzaty Bosek-Serafińskiej oraz Mock Heroic w reż. Hanny Margolis. 

## Nagrody
- dwukrotny finalista Festiwalu Transatlantyk Festival (2015 i 2016), w 2016 otrzymał na nim trzecią nagrodę[9]
- finalista międzynarodowego konkursu dla twórców piosenek International Songwriting Competition 2016[10]
- nagroda za muzykę komponowaną do filmu Cisza w reż. Iwony Bieleckiej w konkursie Wrocław (48 Hour Film Project)